# De ce socialism?
„De ce socialism?” este un articol scris de Albert Einstein în mai 1949, care a apărut în primul număr al revistei socialiste Monthly Review. Acesta abordează problemele capitalismului, concurența economică acaparatoare și inegalitatea în creștere a bogăției. Acesta subliniază controlul asupra mass-mediei de către capitaliștii particulari, ceea ce face dificil pentru cetățeni să ajungă la concluzii obiective, iar partidele politice sunt influențate de susținătorii financiari bogați, rezultând într-o „oligarhie a capitalului privat”. Einstein concluzionează că aceste probleme pot fi corectate numai cu o economie planificată care menține o democrație puternică pentru a proteja drepturile indivizilor.

## Cuprins

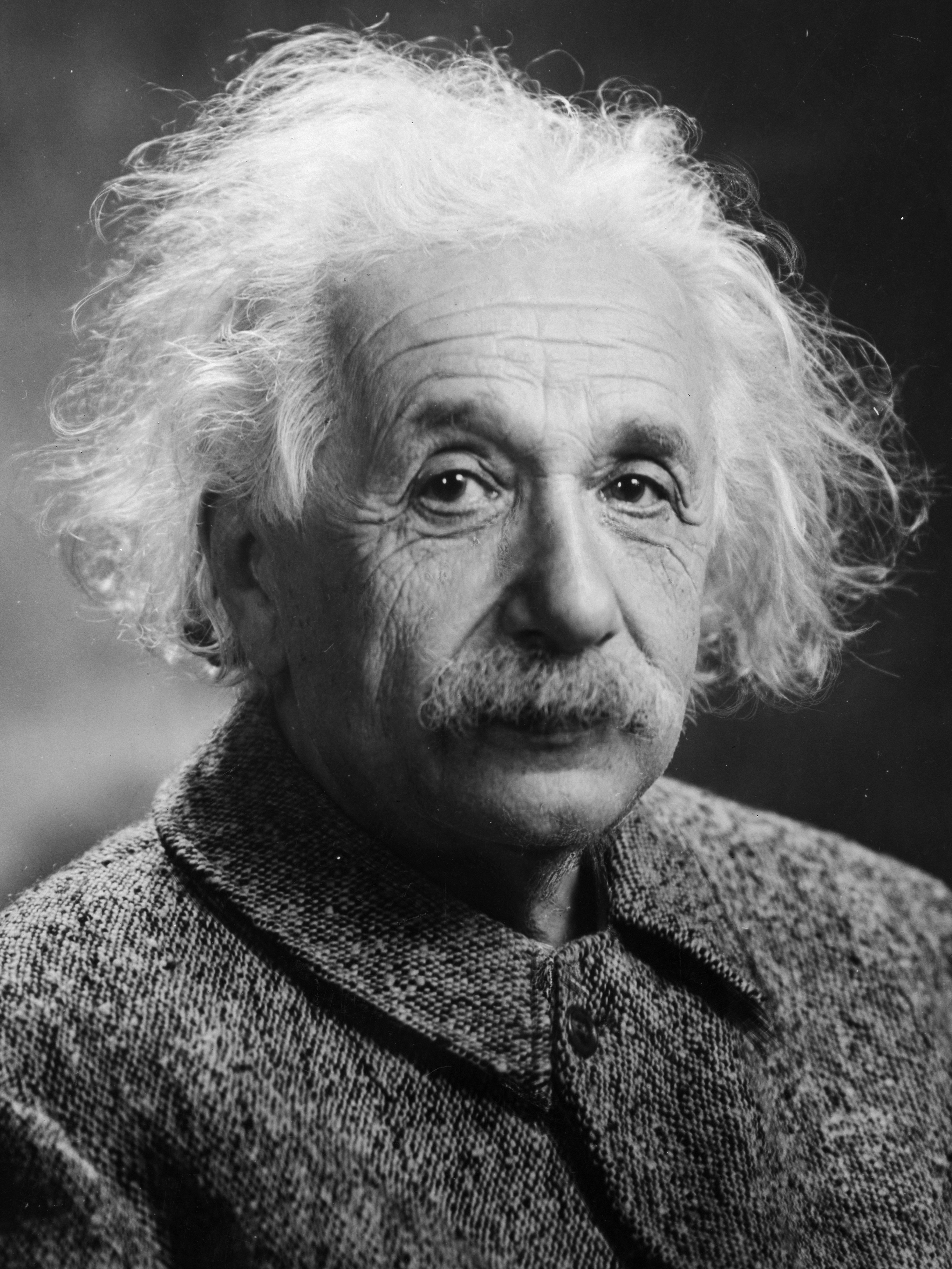
Albert Einstein a pledat pentru o economie planificată socialistă cu articolul său din 1949 „De ce socialism?”

Potrivit lui Einstein, motivația profitului unei societăți capitaliste, în combinație cu concurența dintre capitaliști, duce la cicluri inutile de creșteri și depresiuni și, în cele din urmă, încurajează egoismul în loc de cooperare. În plus, sistemul educațional al unei astfel de societăți ar fi grav subminat, deoarece oamenii se vor educa doar pentru a-și avansa cariera. Acest lucru are ca rezultat „paralizarea indivizilor” și eroziunea creativității umane. Concurența nelimitată într-o societate capitalistă duce la o pierdere uriașă de forță de muncă și provoacă anarhia economică, pe care Einstein o denunță ca fiind adevărata sursă a răului capitalismului:
„Anarhia economică a societății capitaliste așa cum există astăzi este, în opinia mea, adevărata sursă a răului.”
Einstein a prezis că, într-o astfel de societate capitalistă, partidele politice și politicienii vor fi corupți de contribuțiile financiare făcute de proprietarii de sume mari de capital, iar sistemul „nu poate fi controlat în mod eficient nici măcar de o societate politică organizată democratic”. Eseul se încheie cu analiza lui Einstein cu privire la modul de a rezolva aceste probleme printr-o economie planificată:
„Sunt convins că există o singură cale de a elimina aceste rele grave, și anume prin stabilirea unei economii socialiste, însoțită de un sistem educațional orientat spre obiective sociale.”
Einstein afirmă că o economie planificată care se adaptează la producție ar garanta un mijloc de trai pentru fiecare membru al societății:
„Într-o astfel de economie, mijloacele de producție sunt deținute de societate și sunt utilizate într-un mod planificat. O economie planificată, care ajustează producția la nevoile comunității, ar distribui munca necesară tuturor celor capabili de muncă și ar garanta un mijloc de trai pentru fiecare bărbat, femeie și copil. Educația individului, pe lângă promovarea propriilor abilități înnăscute, ar încerca să dezvolte în el un sentiment de responsabilitate pentru semenii săi în locul glorificării puterii și succesului în societatea noastră actuală.”
În ultimele sale cuvinte, Einstein a avertizat că „o economie planificată nu este încă socialism”, deoarece poate fi, de asemenea, însoțită de o birocrație „atotputernică” care duce la „înrobirea completă a individului”.

## Motivația
În ceea ce privește motivația sa pentru publicarea articolului, Einstein a crezut că Monthly Review ar fi un forum bun pentru ideile socialiste:
„Claritatea cu privire la obiectivele și problemele socialismului este de cea mai mare importanță în epoca noastră de tranziție. Deoarece, în circumstanțele actuale, dezbaterea liberă și neîngrădită a acestor probleme a ajuns sub un puternic tabu, consider că înființarea acestei reviste [Monthly Review⁠(d)] este un serviciu public important.”
„Capitalul privat tinde să se concentreze în mâinile câtorva, în parte din cauza concurenței dintre capitaliști, și în parte pentru că dezvoltarea tehnologică și diviziunea crescândă a muncii încurajează formarea de unități de producție mai mari în detrimentul celor mai mici. Rezultatul acestor evoluții este o oligarhie a capitalului privat a cărei putere enormă nu poate fi controlată eficient nici măcar de o societate politică organizată în mod democratic. Acest lucru este adevărat deoarece membrii organelor legislative sunt aleși de către partidele politice, finanțate în mare măsură sau influențate altfel de capitaliștii particulari care, în toate scopurile practice, separă electoratul de legislatură. Consecința este că reprezentanții poporului nu protejează de fapt în mod suficient interesele secțiunilor defavorizate ale populației. Mai mult decât atât, în condițiile existente, capitaliștii particulari controlează în mod inevitabil, direct sau indirect, principalele surse de informare (presă, radio, educație). Prin urmare, este extrem de dificil, și într-adevăr în majoritatea cazurilor destul de imposibil, ca cetățeanul individual să ajungă la concluzii obiective și să-și folosească în mod inteligent drepturile politice.”